# Charles G. Dawes

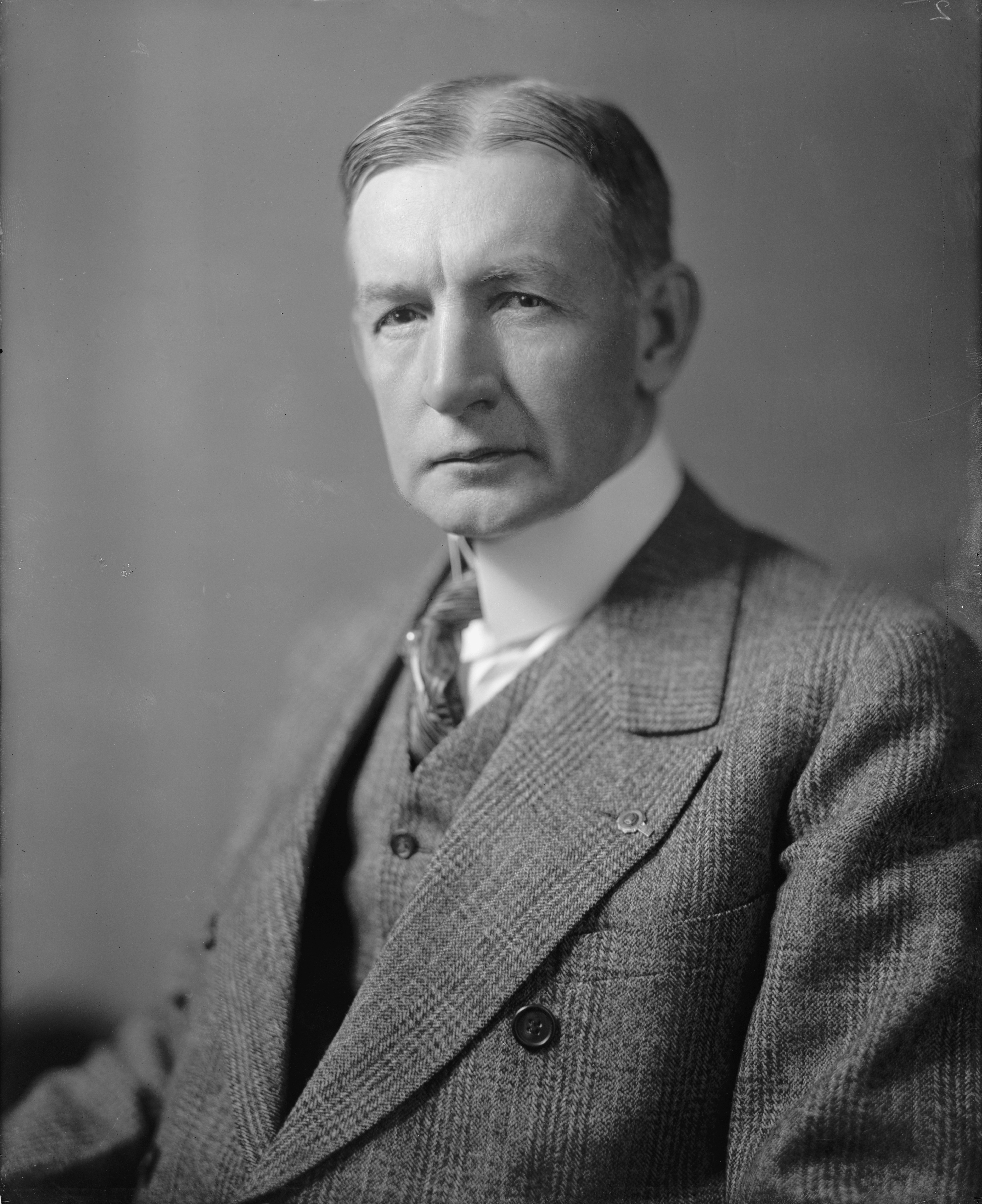
Charles G. Dawes

Charles Gates Dawes (* 27. August 1865 in Marietta, Ohio; † 23. April 1951 in Evanston, Illinois) war ein US-amerikanischer Bankier und Politiker sowie Begründer des nach ihm benannten Dawes-Plans, für den er 1925 den Friedensnobelpreis erhielt. Von 1925 bis 1929 war er Vizepräsident der Vereinigten Staaten.

## Leben und Werk

### Frühe Jahre und Ausbildung
Charles Dawes war ein Urenkel von William Dawes, einem bekannten Teilnehmer des Unabhängigkeitskrieges, und Sohn eines Brigadegenerals. Er machte 1884 seinen Abschluss am Marietta College und 1886 an der Cincinnati Law School. Danach arbeitete er von 1887 bis 1894 in Lincoln, Nebraska als Anwalt. 1889 heiratete er Caro Blymyer, mit der er zwei Kinder hatte und zwei adoptierte. Zu seinen Nachfahren gehörte der 1932 in New Jersey geborene Kirchenhistoriker Robert C. Walton.

### Politische Laufbahn und Karriere
Dawes unterstützte 1896 die Wahl William McKinleys zum US-Präsidenten und wurde im Gegenzug von diesem ab 1898 als Währungskommissar der US-Regierung (Comptroller of the Currency) eingesetzt. In dieser Funktion konnte er eine Reform des Bankenwesens durchsetzen; außerdem arbeitete er gegen die Monopolisierung von Wirtschaftsunternehmen. Nachdem McKinley 1901 ermordet worden war, zog sich Dawes erst einmal aus der Politik zurück und wurde Aufsichtsratsvorsitzender einer bekannten Bank in Chicago.
1901 kandidierte er in Illinois erfolglos für den US-Senat; in der Folge setzte er sich für soziale Dienste ein. So gründete er 1913 in Chicago das R. F. Dawes Hotel for Men, eine Einrichtung für Obdachlose. Während des Ersten Weltkrieges diente er zunächst als Major, anschließend als Oberstleutnant und zuletzt als Brigadegeneral unter General John J. Pershing im Nachschubwesen. Für seine militärischen Verdienste wurde er mit der Army Distinguished Service Medal ausgezeichnet. 1919 verließ er die Armee und wurde 1921 erster Direktor der neuen Haushaltsbehörde, des Bureau of the Budget.

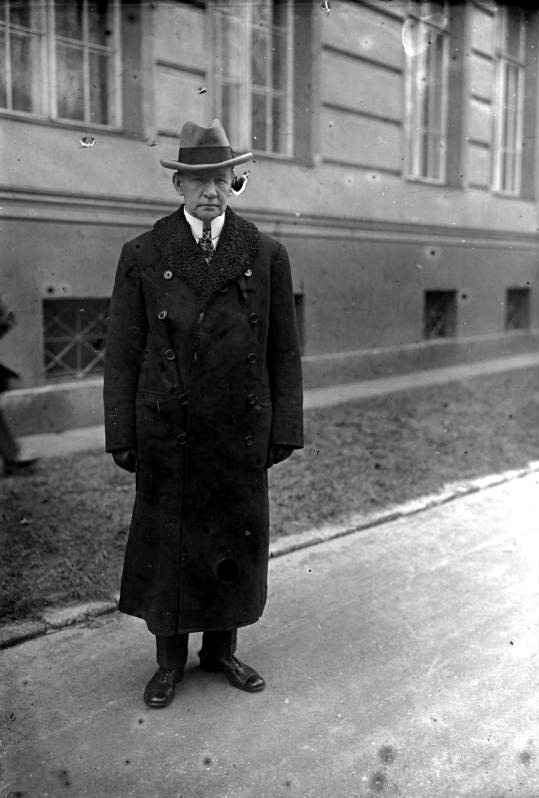
Charles G. Dawes (1931)

1923 wurde Dawes zur alliierten Reparationskommission versetzt und erarbeitete dort den nach ihm benannten Dawes-Plan. Gemeinsam mit Owen D. Young sollte er ein Konzept entwickeln, das zu einer finanziellen Entspannung der Situation in Europa dienen sollte. Mit Hilfe dieses Planes sollte Deutschland seine Reparationszahlungen bezahlen können, die nach dem Krieg eingefordert wurden, und eine Stabilisierung der deutschen Währung erreicht werden. Der Plan lag im April 1924 vor und sah eine Finanzierung über amerikanische Anleihen vor. Damit wurde die Situation entspannt, und ein Grundstein für die Unterzeichnung der Verträge von Locarno war gelegt. Dawes erhielt 1925 für seine Arbeit an einem Programm, um die deutsche Wirtschaft zu stabilisieren, den Friedensnobelpreis.
Bei der Präsidentschaftswahl 1924 war er Running Mate des Republikaners Calvin Coolidge und wurde nach seinem Wahlsieg am 5. November 1924 zum 4. März 1925 US-Vizepräsident. Seine Amtszeit endete am 4. März 1929. Von 1929 bis 1932 war er als Nachfolger von Alanson B. Houghton Botschafter der Vereinigten Staaten im Vereinigten Königreich. Anschließend kehrte er zum Bankwesen zurück und war bis zu seinem Tod Chairman of the Board der City National Bank and Trust Co. in Chicago, wo er auch beerdigt wurde.

## Dawes als Komponist
Dawes hat sich als Autodidakt Klavier und Komposition beigebracht. Zu seiner Komposition von 1912, Melody in A Major, schrieb 1951 Carl Sigman unter dem Titel It’s All in the Game einen Text. Das Lied wurde später von Künstlern wie Tommy Edwards, Van Morrison, Cliff Richard und Elton John aufgegriffen.